# Vohma (folyó)
A Vohma (oroszul: Вохма) folyó Oroszország európai részén, a Kosztromai területen; a Vetluga jobb oldali mellékfolyója.

## Földrajz
Hossza: 219 km, vízgyűjtő területe: 5560 km².
Az Észak-orosz-hátság (orosz nevén: Szevernije Uvali, Északi-uvalok) mocsaras vidékén, a Vologdai terület délkeleti határán ered. Egy rövid szakasz után déli irányba fordul és a Kosztromai terület északkeleti részén folyik végig. Széles völgyben, többnyire lapos partok között, erdőkkel borított vidéken halad. Leghosszabb, jobb oldali  mellékfolyója a Vocs (119 km). 
A folyó alsó szakaszán, a jobb parttól kb. 5 km-re terül el az azonos nevű település, Vohma, járási székhely.